# 8. dynastie

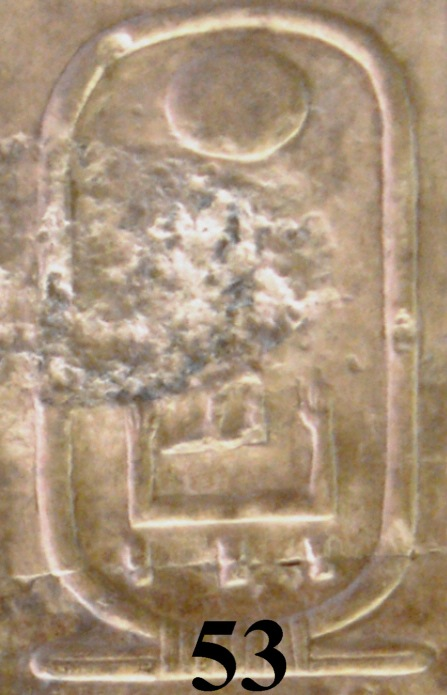
Kartuše faraona Ibiho; Abydoský královský seznam

8. dynastie byla jednou ze staroegyptských královských dynastií řazených egyptology do historického období První přechodné doby. Je pravděpodobné, že tato dynastie byla ve skutečnosti součástí dynastie sedmé. O toto rozdělení se postaral historik Manetho, avšak důvody, které ho k tomu vedly, jsou neznámé. K rozdělení možná došlo kvůli náhodnému rozporu v královském seznamu. O většině panovníků z této doby neexistují žádné informace a jsou známa pouze jejich jména. Období sedmé a osmé dynastie se datuje do let 2181–2160 př. n. l.

## Panovníci
- Menkare
- Neferkare II.
- Neferkare Nebi (Neferkare III.)
- Džedekare Šemai
- Neferkare Chendu (Neferkare IV.)
- Merenhor
- Neferkamin
- Nikare
- Neferkare Tereru (Neferkare V.)
- Neferkahor
- Neferkare Pepiseneb (Neferkare VI.)
- Neferkamin Anu
- Ibi
- Neferkaure
- Neferkauhor
- Neferirkare